# Khaled Almilaji
 (juin 2020).
Khaled Almilaji, né en 1981 à Alep (Syrie), est un médecin syrien principalement connu pour son travail humanitaire en Syrie.
Il a notamment mené une grande campagne de vaccination contre la polio, permettant à plus de 1,4 million d'enfants syriens d'être inoculés.

## Biographie
Il termine sa formation médicale à l'école de médecine de l'université d'Alep en 2006,,.

## Carrière

### Syrie: début de la guerre et torture
Lorsque la guerre éclate en Syrie, Almilaji est un médecin spécialisé en oto-rhino-laryngologie. Il avait prévu de se rendre à Stuttgart, en Allemagne, pour se former en tant que chirurgien de la tête et du cou en mars 2011, mais préfère rejoindre d'autres médecins pour soigner secrètement des manifestants blessés dans les villes de Hama et Homs,,.
Le 7 septembre 2011, Almilaji et trois de ses collègues sont arrêtés par le régime de Bachar el-Assad pour avoir soigné des manifestants blessés, et sont torturés en prison, dont des coups, des électrocutions et privation de nourriture,,,. Malgré ses propres blessures, les autorités pénitentiaires s'appuient sur Almilaji pour soigner les autres détenus (il a alors les yeux bandés). Six mois plus tard, début mars 2012, Almilaji est libéré. Il reste à Alep, où il continue de soigner les manifestants blessés, avant de fuir avec ses parents à Gaziantep, en Turquie, à la suite d'une descente au domicile d'un ami,.

### Travail humanitaire
En Turquie, Khaled Almilaji est coordinateur de la santé pour The Saudi National Campaign (la campagne nationale saoudienne), qui aide les Syriens vivant en Turquie et en Syrie. Il dirige également le département de la santé de l'Unité de coordination de l'assistance de la Coalition de l'opposition syrienne, qui coordonne les hôpitaux syriens dans les régions attaquées. Almilaji développe également le Réseau d'alerte précoce et de réponse (Early Warning Alert & Response Network ou EWARN) pour surveiller les épidémies en Syrie,,.
Khaled Almilaji fonde l'ONG Sustainable International Medical Relief Organisation (SIMRO). En 2013, Almilaji cofonde également l'Organisation internationale de secours médical du Canada (CIMRO) avec le médecin Jay Dahman et l'ancien ambulancier Mark Cameron, pour apporter des fournitures médicales et une formation aux travailleurs humanitaires de première ligne dans des régions comme la Syrie,,.
En 2013, une épidémie de polio en Syrie est détectée, en partie grâce au système EWARN d'Almilaji,,,. L'ACU (Assistant Coordination Unit) dirige un certain nombre d'organisations, connues sous le nom de Groupe de lutte contre la poliomyélite, dans un effort conjoint pour enrayer cette épidémie. Almilaji joue un rôle clé dans le lancement d'une campagne de vaccination porte-à-porte contre la polio, dans laquelle plus de 8 500 agents de santé administrent des vaccins à environ 1,4 million d'enfants syriens pour enrayer l'épidémie de polio dans les zones contrôlées par les rebelles,.
En 2014, Khaled Almilaji rencontre Jehan Mouhsen, une doctoresse syrienne née au Monténégro. Ils se marient en Allemagne en juillet 2016,. Un mois plus tard, à l'automne 2016, Almilaji et sa femme déménagent à Providence, Rhode Island avec un visa étudiant, où Almilaji doit poursuivre une maîtrise en santé publique à l'Université Brown avec une bourse complète,,. Pendant son séjour à l'Université Brown, Almilaji lance Care4SyrianKids - une campagne de plaidoyer et de sensibilisation - avec les étudiants de sa classe.

### Interdiction de voyager et déménagement au Canada
Le 1er janvier 2017, alors qu'il est encore étudiant à l'Université Brown, Almilaji se rend à Gaziantep, en Turquie, pour assister à une réunion des Nations Unies concernant son travail humanitaire et pour renouveler son permis de séjour en Turquie,,. Il prévoit de retourner à Rhode Island à temps pour ses cours au semestre d'hiver, qui ont commencé le 25 janvier Le 18 janvier, alors qu'il se trouve encore en Turquie, le visa d'étudiant à entrées multiples d'Almilaji est révoqué. Cette révocation est ensuite été rendue permanente par suite de l'ordonnance exécutive 13769 (interdiction de voyager) du 27 janvier 2017 et Almilaji ne peut pas retourner aux États-Unis. Sa femme était enceinte de cinq semaines et est restée à New York avec des amis,.
Le couple reste séparé pendant six mois, au cours desquels les responsables de l'Université Brown et du Rhode Island plaident en vain pour le renouvellement du visa d'Almilaji,.
Terrie Fox Wetle, doyenne de l'École de santé publique de l'Université Brown demande à Howard Hu de l'Université de Toronto (doyen de l'École de santé publique Dalla Lana et ancien élève de l'Université Brown) d'admettre Almilaji dans un programme de troisième cycle en santé publique,. Almilaji est accepté, l'Université de Toronto renonce à ses frais de scolarité et des donateurs privés couvrent les frais de subsistance.
Almilaji déménage à Toronto, au Canada, le 16 juin 2017, où il retrouve sa femme. Le 21 juin 2017, il commence un programme exécutif de maîtrise en informatique de la santé à l'Institut de politique, de gestion et d'évaluation de la santé de l'Université de Toronto (IHPME).

### Travail humanitaire en cours
Parallèlement à ses études, Khaled Almilaji continue de travailler avec le SIMRO, où un projet implique la construction de l'Hôpital pour femmes et enfants d'Avicenne pour fournir des soins de maternité dans la province d'Idlib en Syrie. L'hôpital s'associe à l'Université Brown et à l'Université de Toronto pour offrir une formation au personnel. La construction de l'hôpital souterrain est en partie financée par le financement participatif,,.
Le 12 décembre 2017, Almilaji, aux côtés de ses cofondateurs du CIMRO, reçoit la Médaille du service méritoire de la gouverneure générale du Canada, Julie Payette, en reconnaissance de ses efforts en tant que civil, pour fournir des secours médicaux et de la formation dans les régions du monde touchées par une catastrophe,,,,.
Almilaji envisage de retourner en Syrie pour participer à la reconstruction du système médical du pays,,.